# Lloyd Kaufman
 (mars 2024).
Si vous disposez d'ouvrages ou d'articles de référence ou si vous connaissez des sites web de qualité traitant du thème abordé ici, merci de compléter l'article en donnant les références utiles à sa vérifiabilité et en les liant à la section « Notes et références ».
Pour les articles homonymes, voir Kaufman.
Lloyd Kaufman (né Stanley Lloyd Kaufman Jr. le 30 décembre 1945) est un réalisateur, producteur et acteur de cinéma underground et indépendant américain. Il a fondé Troma Entertainment, la plus ancienne compagnie de cinéma indépendant, avec son ami Michael Herz. Il a réalisé, entre autres, The Toxic Avenger et Tromeo and Juliet.

## Filmographie
- Rappaccini (1966) - (credit only)

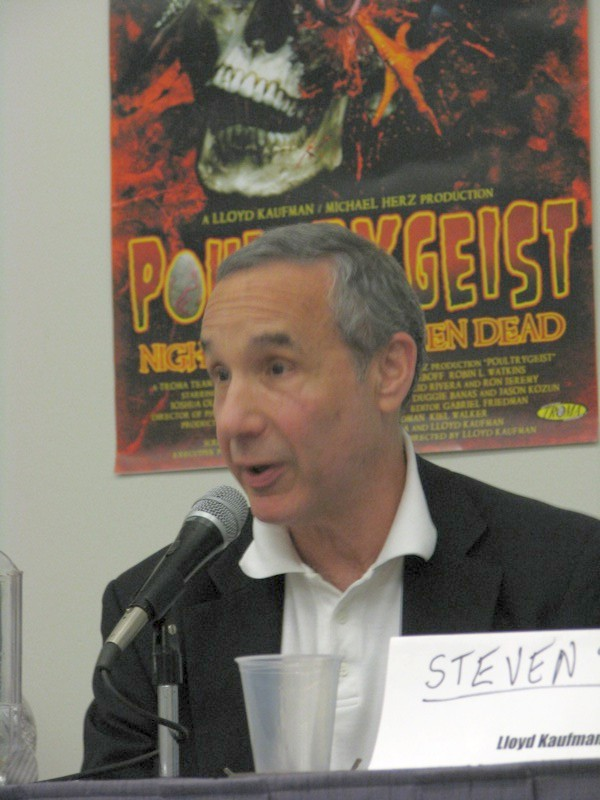
Lloyd Kaufman en 2007

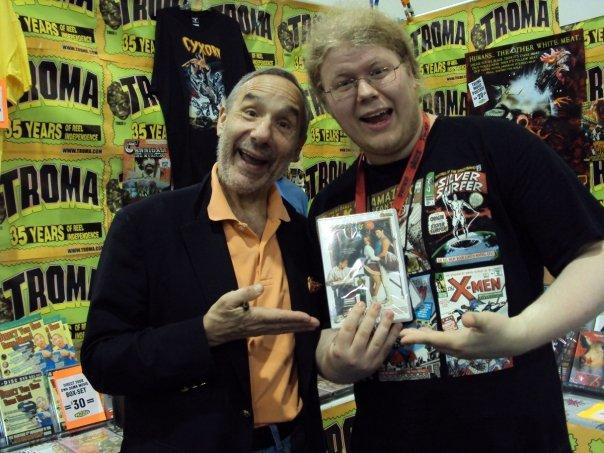
Lloyd Kaufman et une fan en 2009

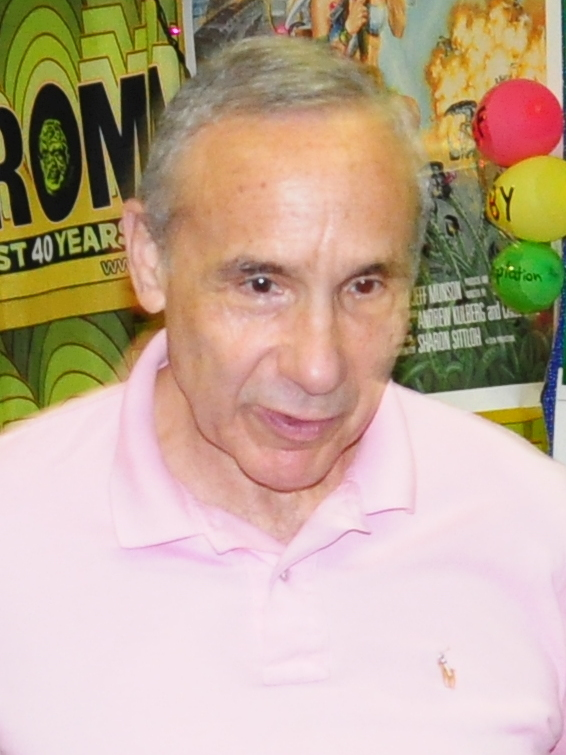
Lloyd Kaufman en 2012

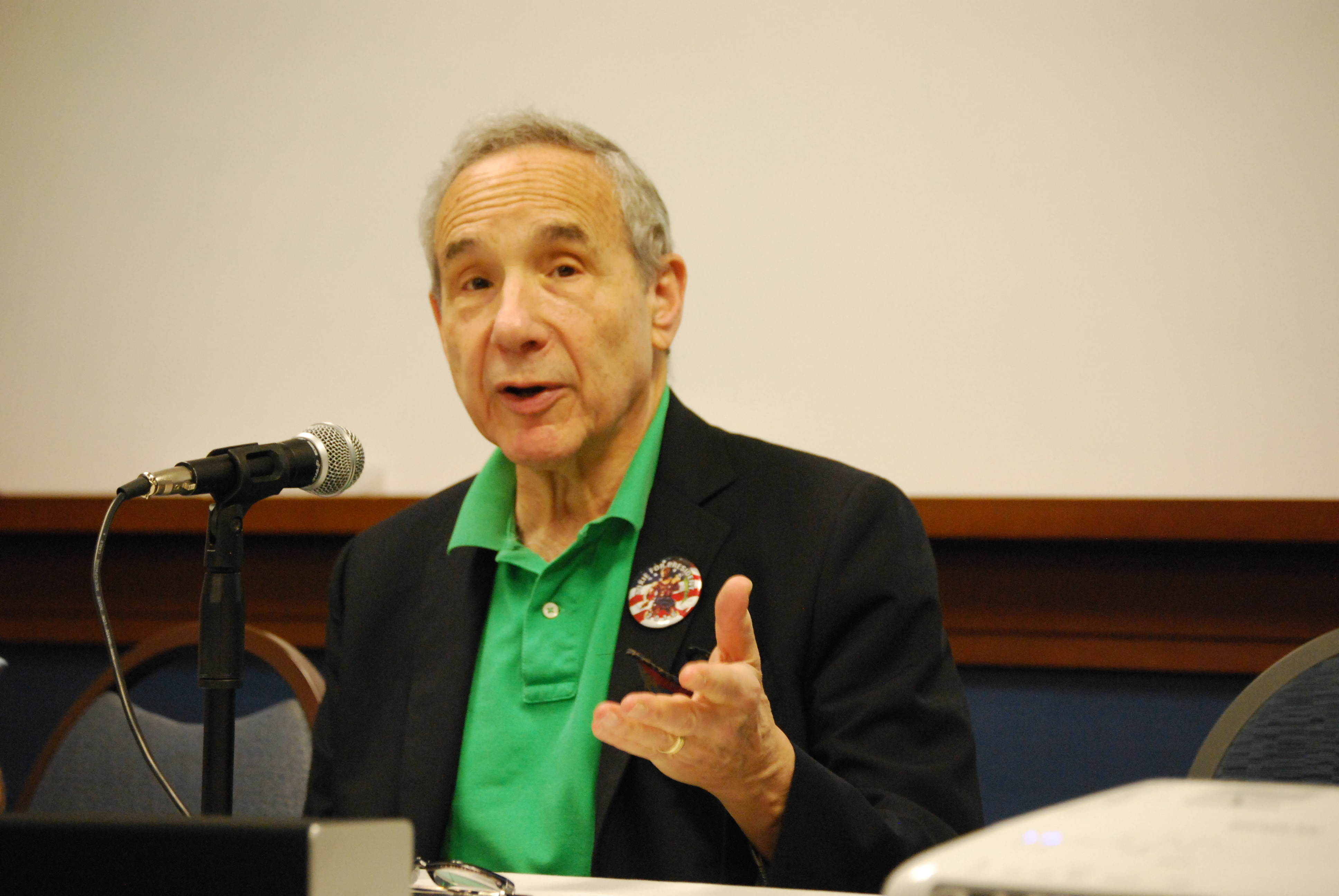
Lloyd Kaufman en 2018

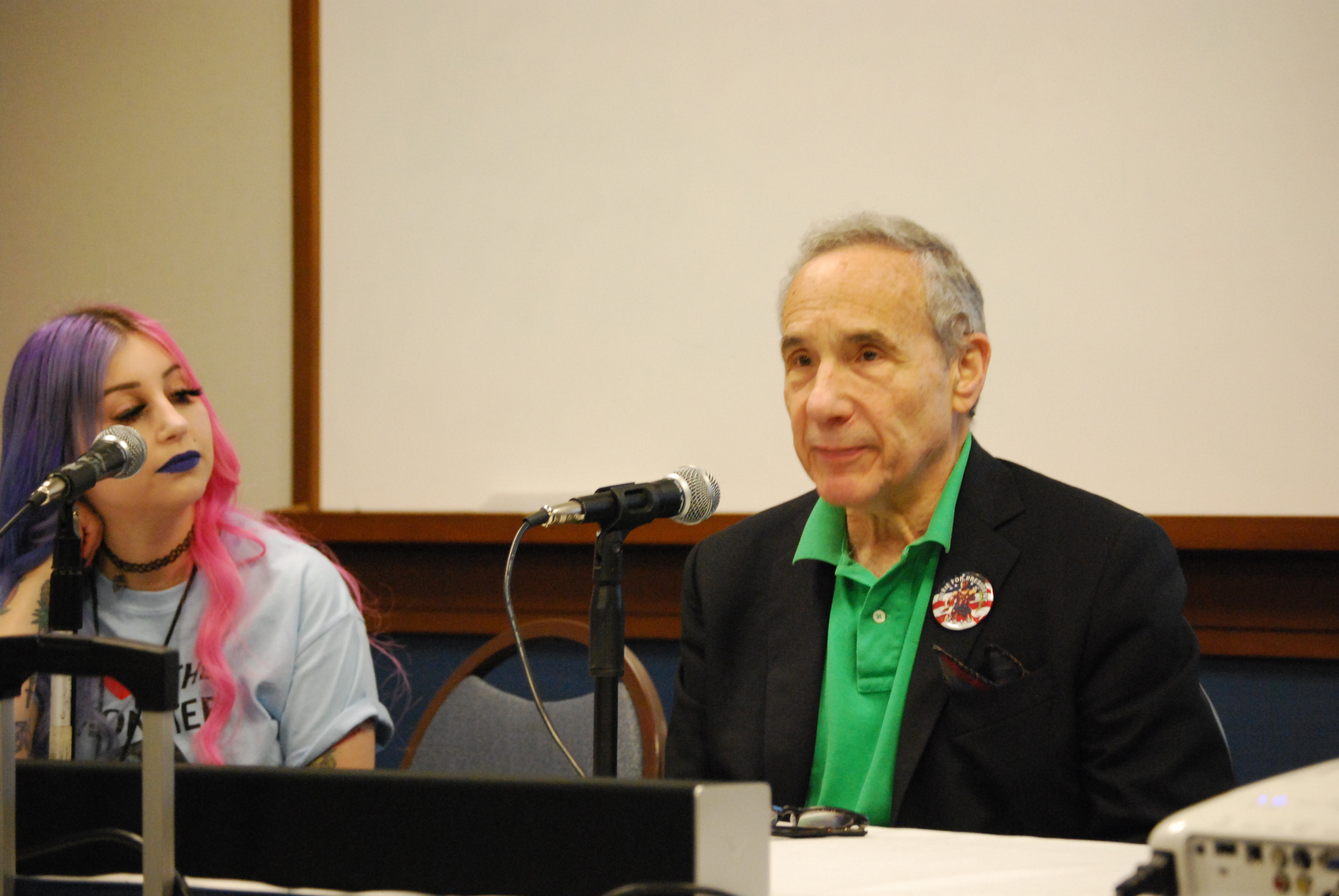
Lloyd Kaufman en 2018

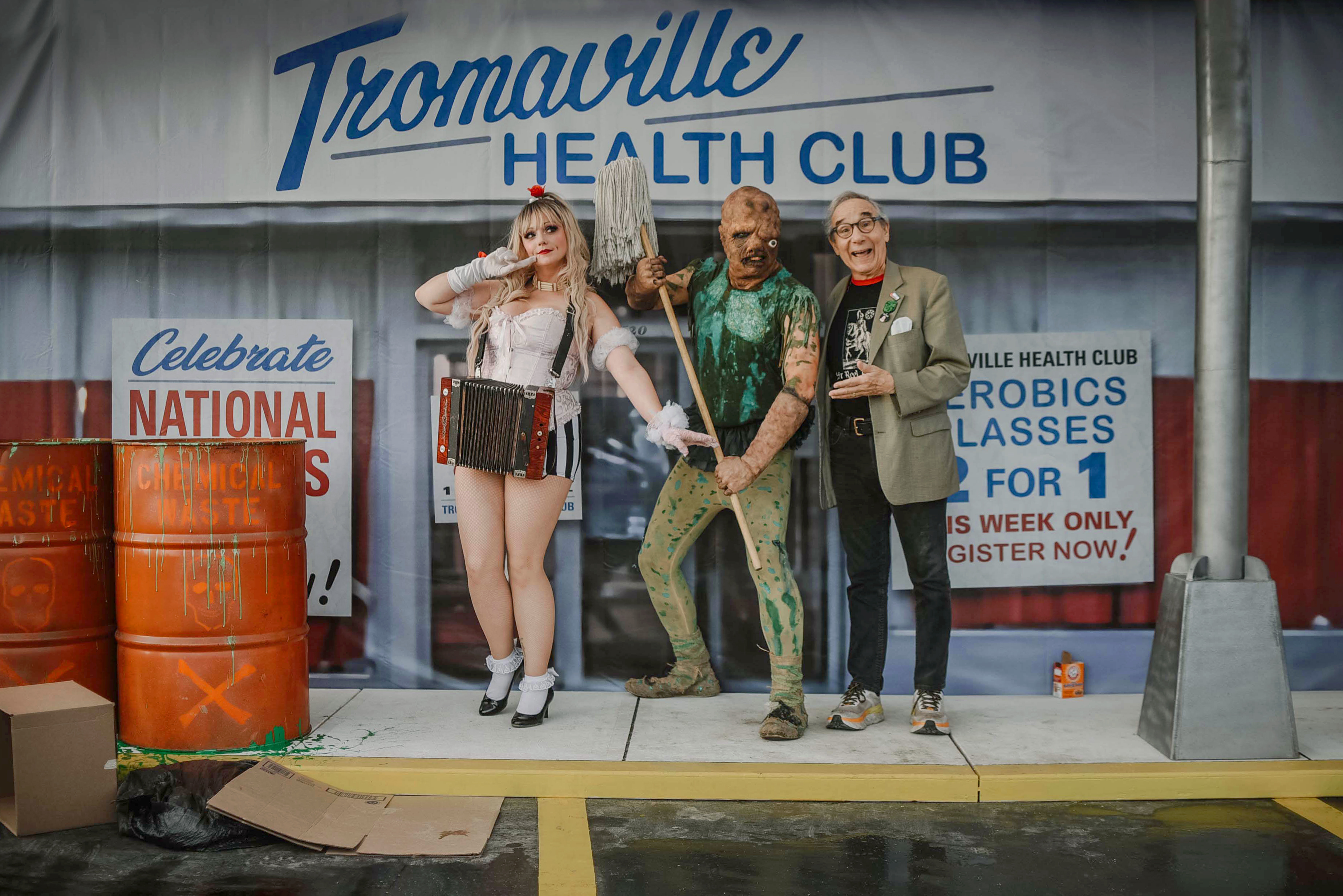
Lloyd Kaufman avec Toxie un Sara en 2022

- The Girl Who Returned (1969) - (credit only)
- The Battle of Love's Return (1971) - Abacrombie
- Cry Uncle! (1971) - Hippie #2
- The Love Thrill Murders (1971) - Squeegee
- Pornography in New York (1972) - Director (Uncredited)
- Sugar Cookies (1973) - (credit only)
- The New Corners (1973) - (credit only)
- Schwartz: The Brave Detective (1973) - Disgruntled Man in Line
- Sweet & Sour (1974) - (credit only)
- The Divine Obsession (1976) - Adult Film Cameraman
- Les Nympho Teens (1976) - (credit only)
- Rocky (1976) - Drunk
- My Sex-Rated Wife (1977) - (credit only)
- The Secret Dreams of Mona Q (1977) - End Credit Hand
- The Fur Trap (1978) - (credit only)
- Discosex (1978) - (credit only)
- Slow Dancing in the Big City (1978) - Usher
- Squeeze Play (1979) - Drunk at Bar
- Secrets of a Willing Wife (1979) - (credit only)
- The Final Countdown (1980) - Commander Kaufman
- Mother's Day (1980) - (credit only)
- The Love-In Arrangement (1981) - (credit only)
- Waitress! (1982) - (credit only)
- Stuck on You! (1983) - (credit only)
- The First Turn-On!! (1983) - (credit only)
- Screamplay' (1984) - (credit only)
- Zombie Island Massacre (1984) - (credit only)
- The Toxic Avenger (1984) - (credit only)
- Combat Shock (1984) - (credit only)
- Igor and the Lunatics (1985) - (credit only)
- Girls School Screamers (1985) - (credit only)
- Monster in the Closet (1986) - (credit only)
- Class of Nuke 'Em High (1986) - (credit only)
- Blood Hook (1986) - (credit only)
- The Dark Side of Midnight (1986) - (credit only)
- Lust for Freedom (1987) - (credit only)
- Rapido: Episode dated 2 October 1987 (1987) - Himself
- The Morton Downey Jr. Show: Episode dated 30 October 1987 (1987) - Himself
- Troma's War (1988) - (credit only)
- The Media Show: Episode #4.1 (1989) - Himself
- The Toxic Avenger Part II (1989) - Sumo Wrestler - Fish Salesman (voice, uncredited)
- Gorgon Video Magazine (1989) - Himself
- The Dick Cavett Show: Lloyd Kaufman/Michael Herz Episode (1989) - Himself - Guest
- The Toxic Avenger Part III: The Last Temptation of Toxie (1989) - (credit only)
- Getting Lucky (1989) - Himself - Host
- Rocky V (1990) - Drinker (Deleted scenes only)
- Wogan: Episode #10.130 (1990) - Himself
- Class of Nuke 'Em High Part II: Subhumanoid Meltdown (1991) - Helicopter Pilot (voice, uncredited)
- Toxic Crusaders: The Pollution Solution Episode (1991) - Himself (voice)
- The Vault of Horror (1992) - Himself
- L'Oeil du cyclone: The Welcome to Tromaville Episode (1993) - (thanks)
- Up All Night: Meatballs III/Assault of the Party Nerds Episode (1993) - Himself - Special Tribute Award Winner
- The Troma System (1993) - Himself
- Up All Night: The Toxic Avenger/The Toxic Avenger Part II Episode (1994) - Himself
- Class of Nuke 'Em High Part 3: The Good, the Bad and the Subhumanoid (1994) - Helicopter Pilot (voice, uncredited)
- Troma Theater (1994-1995) - (credit only)
- Gay Gasper Workout Series (1994-1998) - (special thanks)
- Tromeo and Juliet (1996) - Bar Patron (uncredited)
- Cannes Man (1996) - Troma Chief
- Theatre Dark Video Magazine (1996) - (special thanks)
- Reel Wild Cinema: Gals and Ghouls Episode (1997) - Himself
- Orgazmo (1997) - Doctor
- The Tromaville Cafe (1997) - Himself
- Hamster PSA (1997) - Himself
- Cannes: The Agony and the Ecstasy (1998) - Himself
- Terror Firmer (1999) - Larry Benjamin
- Trash (1999) - (special thanks)
- West Hollywood Stories, Volume One (1999) - The Nun
- Captain Jackson (1999) - Midget Lover
- Warp: Directors Episode (1999-2000) - Himself
- Anal Paprika 2: Vampire Killers (2000) - Fitz Packer
- Waiting (2000) - Mr. Janszek
- Troma's Edge TV: The Debut Episode (2000) - Himself, President of Troma, Abacrombie
- Fear, Panic & Censorship (2000) - Himself
- Citizen Toxie: The Toxic Avenger IV (2000) - Man in Public Service Announcement
- Mulva: Zombie Ass Kicker! (2000) - The Mayor
- In Bad Taste (2000) - Himself
- Troma's Edge TV: The Race Episode (2000) - Himself - President of Troma
- Troma's Edge TV: The Sex Episode (2000) - Himself
- Troma's Edge TV: The Family Episode (2000) - Himself
- Metrópolis: Episode dated 25 January 2001 (2001) - Himself
- The Making of 'Terror Firmer' (2001) - Himself
- Friends Forever (2001) - Himself
- Scene Smoking: Cigarettes, Cinema & The Myth of Cool (2001) - Himself
- Anal Paprika 3: Menage-A-Death (2001) - Fitz Packer
- Tomorrow by Midnight (2001) - Video Store Manager
- Lapdance 01 (2001) - Bar Owner
- The Tunnel (2001) - Deacon
- Troma's Edge TV: The Tromathon Episode (2001) - Himself
- Troma's Edge TV: The Drugs Episode (2001) - Himself
- Troma's Edge TV: The Horror Episode (2001) - Himself
- Troma's Edge TV: The War Episode (2001) - Himself
- Lloyd Kaufman: Un Tycoon a Tromaville (2001) - Himself
- Hell Night (2001) - (special thanks)
- Sidney Pink on 'Pyro' (2001) - (producer)
- Apocalypse Soon: The Making of 'Citizen Toxie' (2002) - Himself
- Quest for the Egg Salad (2002) - Gandalfini
- Citizen Kaufman (2002) - Himself
- All the Love You Cannes! (2002) - Himself
- The History of Hardcore (2002) - Himself
- VH-1 Behind the Movie: The Saturday Night Fever Episode (2002) - Himself
- Cravate club (2002) - A man at the window (uncredited)
- Beat the Geeks: Episode #2.44 (2002) - Himself
- The Count Smokula Show: The Count Smokula Show with Lloyd Kaufman (2002) - Himself (guest)
- Bleed (2002) - Carl Patterson
- Scarecrow (2002) - (special thanks)
- Pretty Cool (2002) - Mr. Newman
- Smoke Pot Till You Fucking Die (2002) - The Pot God
- Parts of the Family (2003) - Carl Ressler
- Doggie Tails, Vol: 1: Lucky's First Sleep-Over (2003) - Dad
- Ha-Mangalistim (2003) - Himself
- Nikos the Impaler (2003) - Himself
- Chiller Cinema: The Life and Death of Lloyd Kaufman Episode (2003) - Himself
- Zombiegeddon (2003) - Bill (the janitor)
- The Bonesetter (2003) - The Mayor
- Severe Injuries (2003) - Dr. Pitt
- The Book of Orgazmo (2003) - Himself
- Prison-a-Go-Go! (2003) - Liebowitz
- Abby Singer (2003) - Himself
- Rock Theatre Television: The DragonCon 2003 Episode (2003) - Himself
- Deadhunter: Sevillian Zombies (2003) - (uncredited)
- The Janitor (2003) - Burn
- One Night in a Video Store: The Making of Nikos the Impaler (2003) - Himself
- Dr. X Creatures (2003) - Himself
- PDA Massacre (2004) - The Doctor
- Comic Book: The Movie (2004) - Himself (uncredited)
- Tales from the Crapper (2004) - The Crap Keeper
- In Defense of Lemmings (2004) - Lloyd, the President of Troma
- Le bon, la brute et les zombies (2004) - Le shaman
- Lloyd Kaufman Goes Hollywood (2004) - Himself
- Lord of the Undead (2004) - Billy Bum
- Carmilla, The Lesbian Vampire (2004) - (very special thanks)
- Je t'aime... moi non plus: Artistes et critiques (2004) - Himself
- Film Trix 2004 (2004) - Himself
- Who Flung Poo? (2004) - (executive producer)
- Harry Knuckles and the Pearl Necklace (2004) - The Man in the Hat
- Punk Rock Holocaust (2004) - Belial / Satan
- Meat for Satan's Icebox (2004) - Dr. Fermin
- LolliLove (2004) - Father Lloyd
- Sounds of Fear (2004) - Vater
- Russ Meyer: King of Sexploitation (2004) - Himself
- A Home for the Bullets (2005) - Uncle Lloydie
- Screen Savers: Episode dated 4 February 2005 (2005) - Himself
- Raising the Stakes (2005) - Floyd Faukman
- Die You Zombie Bastards! (2005) - Game Show Announcer
- The Best of Secter & the Rest of Secter (2005) - Himself
- Nowhere Man (2005) - Doctor Johnson
- Aconite (2005) - Lloyd
- Damaged Goods (2005) - Lloyd
- The Bag Man (2005) - Guy on Street
- Cutting Room! (2005) - Linwood Meyerhoffer
- Make Your Own Damn Movie! (2005) - Himself - Host
- Hors normes (2005) - Himself
- Attack of the Show: Lloyd Kaufman, Game with Fame, The Lift Episode (2005) - Himself
- Knight of the Living Dead (2005) - Clark's Dad
- Sell Out (2005) - Lloyd Kaufman
- Death Plots (2005) - Professor Necrosis
- Blood, Guts & Cleaning Supplies: The Making of 'The Janitor' (2005) - Himself
- Dead at the Box Office (2005) - Kaufman
- Frankenstein vs. the Creature from Blood Cove (2005) - Bar Drunk
- A Dream of Color in Black and White (2005) - Peter
- Frankenstein vs. the Creature from Blood Cove: The Making Of (2005) - Himself
- Moonlight Mountain (2005) - (thanks)
- Flim Trix (2005) - Himself
- Swag: Volume 1 (2005)  - Himself
- Directing Lloyd (2005) - Himself (archive footage and audio only)
- Pot Zombies (2005) - Pizza guy
- 2020: An American Nightmare (2005) - Mr. Kaufman
- Actium Maximus (2005) - (special thanks)
- Dress Rehearsal (2006) - Adult Film Director
- The Room Mate (2006) - (special thanks)
- Slaughter Party (2006) - Dr. Kaufman
- The Life of a Child Star: Bill Winckler on His Father Bobby Winckler (2006) - Himself
- The King of Cult Lloyd Kaufman's Video Diary (2006) - Himself
- The Making of 'LolliLove' (2006) - Himself (archive footage and audio only)
- Slither (2006) - Sad Drunk
- Think Tank (2006) - Drive-Thru Customer (uncredited)
- Meat Weed Madness (2006) - Lloyd Kaufman
- The Karaoke Kid (2006) - Lloyd Longbag
- Galacticast: Attack of the 50 ft. Lloyd Kaufman Episode (2006) - Himself - Interviewee
- Texas Frightmare Weekend 2006 (2006) - Himself
- The Horror of H.P. Lovecraft (2006) - Himself
- Moonlight Cafe: Lloyd Kaufman Episode (2006) - Himself
- Genuine Nerd (2006) - Himself (uncredited)
- The Muffin Man (2006) - DVD Introduction
- In the Headlights (2006) - (special thanks)
- The Losers Have a Junkyard (2006) - The Husband
- Confessions of a Teenage Filmmaker: The Dan Nastro Story (2006) - Himself
- Horizonica (2006) - Ted Roma
- Cinemaker (2006) - Himself
- Art or Something Like It: Beat Boxing Circus Freaks or Bread Fetish Episode (2006) - Himself
- Hoodoo for Voodoo (2006) - Crack Head Charlie
- The Viktor Aron Show: The Overdriven Overdriver Episode (2006) - The Egg-Spert
- Vampira: The Movie (2006) - Himself
- The Legend of Viper's Hill (2006) - (thanks)
- No. My Other Possessed-Zombie Girlfriend. (2006) - The Announcer
- The Curse of Blanchard Hill (2006) - (special thanks)
- Shadows in the Woods (2006) - Steve Stonewall
- Debbie Rochon Confidential: My Years in Tromaville Exposed! (2006) - Multiple Characters
- ThanXgiving (2006) - (special thanks)
- Die and Let Live! (2006) - Floyd Faukman
- Phone Sex (2006) - Caller
- Poultrygeist: Night of the Chicken Dead (2006) - Old Arbie
- Evil Ever After (2006) - Detective
- Susan Loves Lobsters (2006) - Lloyd Kaufman
- Night Owls 3 (2007) - Lloyd Kaufman
- The Devil's Muse (2007) - Lisa's Dad
- Dead Shit (2007) - (special thanks)
- Illusion's Top 20 (2007) - Himself
- Horror Business (2007) - Himself
- Blood, Boobs & Beast (2007) - Himself
- Art or Something Like It!: One Ring Robbins or America Cooks Galore Episode (2007) - Himself
- Klown Kamp Massacre (2007) - Vic Vickers
- Art or Something Like It!: H.O.M.E. of King Caricature or A Vulgar Toxie Episode (2007) - Himself
- Trailers from Hell (2007) - Himself
- Filmnut: The Lloyd Kaufman Episode (2007) - Himself
- Crazy Animal (2007) - Daddy
- Misadventures in Space (2007) - Lord Admiral Kaufman
- The Horror Convention Massacre (2007) - Jennings
- Mindslime (2007) - (very special thanks)
- Uchuujin from Outer Space (2007) - Master Gai Pan
- Pretty (2007) - Teacher
- Back to Bay Ridge (2007) - Himself
- Street Team Massacre (2007) - Lewis Dickinson
- The Breeding (2007) - The Egg-Spert
- The Misled Romance of Cannibal Girl and Incest Boy (2007) - Himself
- Zeppo: Sinners from Beyond the Moon! (2007) - President Kaufman
- Meat Weed America (2007) - Art Dealer
- Gimme Skelter (2007) - (special thanks)
- Pretend, It's Yesterday Again (2007) - (thanks)
- Delirium Dance (2007) - Himself
- Dancing Into the Future (2007) - (producer)
- A-Bo the Humonkey (2008) - Ronald Weinberg
- Punk Rock Holocaust 2 (2008) - Belial / Satan
- Craig (2008) - God
- The Story Of Your Life (2008) - (producer)
- Un cazador de zombis (2008) - Lloyd
- A Grave for the Corpses (2008) - Lloyd Kaufman
- Bachelor Party in the Bungalow of the Damned (2008) - Hot Babe
- Wild Rebel (2008) - (very special thanks)
- Depraved (2008) - Doctor
- The Wimp Whose Woman Was a Werewolf (2008) - Brody
- Death of the Reel (2008) - Himself
- Craig: A Killer in the Making (2008) - God (archive footage and audio only)
- Conspiratree Theory (2008) - (very special thanks)
- Science of Horror (2008) - Himself
- Comic-Con '08 Live (2008) - Himself
- So You Want Michael Madsen? (2008) - Himself
- The Last Doorway Show with Miss Misery: The Comic Con Part 2 Episode (2008) - Himself
- The Art of Pain (2008) - George Romano
- Stupa-Man (2008) - News Reporter
- Reel Zombies (2008) - Himself
- King Kaufman: The Passion of Lloyd (2008) - Himself
- Fractured Filmmaking (2008) - Himself
- Bryan Loves You (2008) - Jonathan's Helper
- Blood Moon (2008) - Doctor
- Super Tromette Action Movie Go! (2008) - CockShocker
- Dead Country (2008) - Lloyd (voice)
- Cartelera: Episode dated 11 October 2008 (2008) - Himself
- Psycho Sleepover (2008) - Anchorman
- Poultry in Motion: Truth is Stranger than Chicken (2008) - Himself
- Corpus Kristi (2008) - Doctor
- Body in a Dumpster (2008) - Bishop at Diocese Building
- Grindcore: The Toxic Avenger (2008) - Himself - Host
- Clown Dad (2008) - Clown Grandad
- Monkfish (2008) - Lucky Lombardy
- Schism (2008) - Crank Caller
- Nun of That (2008) - The Pope
- Super Hell 2 (2008) - President
- Splendor and Wisdom (2008) - Himself
- Dr. X Creatures (2008) - Himself
- Animal Soup (2009) - TV Host
- Stiff Jobs (2009) - (special thanks)
- The Scream (2009) - Himself
- Incest Death Squad (2009) - Mr. Reemburg
- Teenape Vs. The Monster Nazi Apocalypse (2009) - (special thanks)
- Family Property Backwoods Killing Spree (2009) - Mayor Kaufman
- Vampire City (2009) - (very special thanks)
- Official Rejection (2009) - Himself
- Dr. Gore (2009) - Himself
- Crank: High Voltage (2009) - Maintenance Guy #2
- Melvin (2009) - Charlie
- Heavy Mental: A Rock-n-Roll Blood Bath (2009) - Tromaville Record Producer Lloyd
- Direct Your Own Damn Movie! (2009) - Himself
- My Best Maniac (2009) - (executive producer)
- Diary-Ahh of a Mad Independent Filmmaker (2009) - Himself
- Lawson: White Heat (2009) - Mayor John Egan
- Arkusan Martinsson (2009) - Cream Cat-Lover (voice)
- Fulci in the House: The Italian Master of Splatter (2009) - Himself
- Popatopolis (2009) - Himself
- Hanger (2009) - Melvina the Tranny
- Combat Shock: Interview with Buddy Giovinazzo (2009) - Interviewer
- Post Traumatic: An American Nightmare (2009) - (executive producer)
- Beyond the Wall of Sleep (2009) - The Narcoleptic Orderly
- Into the Pit: The Shocking Story of Deadpit.com (2009) - Himself
- Health Freaks (2009) - Steve Nye the NRA Guy
- Gamer (2009) - Genericon
- George's Intervention (2009) - Dr. Kaufman
- Skräckministeriet: The Blod Episode (2009) - Film-producer TROMA
- An Interview with José Luis Merino (2009) - (executive producer)
- An Interview with Paul Naschy (2009) - (executive producer)
- Frankenpimp (2009) - Richard Rammer - The Reporter
- Hillbilly Bob Zombie (2009) - Troma News Reporter
- Monty Python: Almost the Truth - The Lawyer's Cut: Lust for Glory! Episode (2009) - Himself
- Caged Lesbos A Go-Go (2009) - President Obama
- Theodore (2009) - Bruce
- Vampire City 2: Rock 'N Roll Zombies from Outer Space (2009) - (very special thanks)
- The Uh-Oh! Show (2009) - Pimp
- The Cops Did It (2009) - Wally the Pimp
- Filmnut: The Lloyd Kaufman Episode (2009) - Himself
- Bikini Bloodbath Christmas (2009) - Dr. O'Masterblaster
- HellBilly 58 (2009) - Jack Kaufman
- Dead in Love (2009) - Lloyd Kaufman
- Stuck Like Chuck (2009) - Professor Kaufman
- The Killer Robots and the Battle for the Cosmic Potato (2009) - President of the Universe
- Tromatized: Meet Lloyd Kaufman (2009) - Himself
- Born Hye: The Armenian Comedian Story (2009) - Himself
- Gore Gourmet: A Feast 40 Years in the Making (2009) - Himself
- The 7 Nightmares Girl (2009) - Mr. Hasselman
- Incest Death Squad 2 (2010) - Mr. Reemburg
- Tetherball: The Movie (2010) - Larry Lewinski
- The Vampires of Zanzibar (2010) - Bram Stoker (uncredited)
- Plan 666 from Outer Space (2010) - (very special thanks)
- Slime City Massacre (2010) - Special Disappearance
- Troma Digital Studios: A Lesson in BrownRay (2010) - Himself
- Sewer Chewer (2010) - Director 69
- 100 Years of Monster Movies (2010) - Himself (2010)
- Divorcees (2010) - Lloyd Kaufman
- Terminator Salvation: The Arcade Video Game (2010) - (director)
- Unholy Reunion: Director's Cut (2010) - Boris
- Attack of the Show: Episode dated 13 May 2010 (2010) - Himself
- Killer Hoo Ha (2010) - Man in road
- For Christ's Sake (2010) - Father Jude Fromm
- Doc Mock's Movie Mausoleum: The Lloyd Kaufman Episode (2010) - Himself
- The Killer Bra (2010) - (producer)
- Caesar and Otto meet Dracula's Lawyer (2010) - Judge Stoker Brown
- Under the Scares (2010) - Himself
- Attack of the Tromaggot (2010) - Slimy Man
- Hatchet II (2010) - Hunter
- Super (2010) - 911 Man
- Amazon Falls (2010) - (acknowledgment: "Fortress of Amerikkka" footage courtesy of / special thanks)
- Mother's Day (2010) - Mortgage Broker #1
- Nightbeasts (2010) - Park Ranger (uncredited)
- Troma is Spanish for Troma (2010) - Himself (archive footage and audio only)
- Loki and SageKing Go to GenCon (2010) - Normal Lloyd Kaufman
- Bloodbath in the House of Knives (2010) - Lawyer
- Diary of Death (2010) - Tea Bag
- The Feed (2010) - J.D. Woodley
- Ouvert 24/7 (2010) - Grard
- Thong Girl 4: The Body Electric (2010) - Thomas Edison
- Jessicka Rabid (2010) - (very special thanks)
- Hello My Name is Linda (2010) - Gineilli
- Resurrection (2010) - Projectionist
- Not Another B Movie (2010) - Lloyd
- Naked Horror: The Movie (2010) - Troma Fan
- The Moonlight Orchids (2010) - Melvin K. Lee
- Killed on the Fourth of July (2010) - Checkout Clerk #12
- The Last Zombi Hunter (2010) - Uncle Lloydy
- Slaughter Weekend (2010) - Professor
- The Quiet Room (2010) - Lloyd the Coffee Cart Guy
- Bloodstruck (2010) - Tea Bag
- The Bork (2010) - Bob Klein
- Night on Has Been Mountain (2010) - Papa Lapp
- Corman's World: Exploits of a Hollywood Rebel (2011) - Himself (Uncredited)
- Stripperland (2011) - Dad
- The Walking Dead Girls (2011) - Himself
- Reed '09 (2011) - Karl Rove
- The Hobo Killer (2011) - Himself
- Sadomaster Locura General (2011) - Periodista de CNN
- Ninja Zombies (2011) - Himself
- Cult Movie (2011) - The Homo Killer!
- This Week in Horror: The Tromatized Episode (2011) - Himself
- Attack of the Show! Episode dated 19 April 2011 (2011) - Himself
- Escale à Nanarland: Spéciale Troma Episode (2011) - Himself
- Adventures in Plymptoons! (2011) - Himself
- Brutt (2011) - Grandfather
- Underground Entertainment: The Movie (2011) - Uncle Lloyd
- Attack of the Show: The Lloyd Kaufman Episode (2011) - Himself
- Super Death Kill (2011) - TV Man
- Herschell Gordon Lewis and the Making of the Uh-Oh Show (2011) - Himself
- The Gunstringer (2011) - Himself
- The Gunstringer: The Wavy Tube Man Chronicles (2011) - Doc Lloyd
- Produce Your Own Damn Movie! (2011) - Himself
- Mr. Bricks: A Heavy Metal Murder Musical (2011) - Farnsworth Critch
- Fathers Day (2011) - God, Devil
- Eating Out (2011) - Himself
- Delsin (2011) - Film maker
- Mary Horror (2011) - Lloyd
- Skeleton Key 3: The Organ Trail (2011) - Howard's Father
- Last Call with Carson Daly: Episode dated 22 December 2011 (2011)
- The Rocky Saga: Going the Distance (2011) - Himself
- Horrorween (2011) - Uncle Lloyd
- Street Pillow or, the Sidewalk Sleep (2011) - Tony
- Hack Job (2011) - Rabbi Lloyd, Himself
- PUTA: People for the Upstanding Treatment of Animals (2011) - Lloyd Kaufman
- Outtake Reel (2011) - Interrogating Officer
- 21st Century Barry (2011) - Barry
- MENTALLUSIONS: Radical Eclectic Films of Benjamin Meade (2012) - Himself
- Treasure Chest of Horrors (2012) - Meatman (segment "Resident Emo")
- I Spill Your Guts (2012) - Pop
- Atom the Amazing Zombie Killer (2012) - Grandpa Abercrombie
- Media City: The Make Your Own Damn Movie! Episode (2012) - Himself
- Slaughter Tales (2012) - Crazy Lloyd
- Caesar and Otto's Deadly XMas (2012) - Grandpa Denovio
- Creep Van (2012) - Disgruntled Car Wash Customer
- An Evening of Troma-tainment with Lloyd Kaufman (2012) - Himself
- Little Big Boy (2012) - Lloyd
- Little Big Boy: Lloyd Unrated (2012) - Himself
- Blood Orgy at Beaver Lake (2012) - Harry Ballsonya
- Jon (2012) - Dennis Sloan
- A Liar's Autobiography: The Untrue Story of Monty Python's Graham Chapman (2012) - Uncle Lloyd (voice)
- 911: Ten Years After (2012) - Himself
- Young Blood: Evil Intentions (2012) - News Anchor
- Hagan Reviews: The Maniac Nurses Find Ecstacy Episode (2012) - Himself
- Horror House (2012) - Joe the Real Estate Agent
- Evil Head (2012) - Professor Raymond Knowby (Voice Only)
- Slaughter Daughter (2012) - Minister
- Zombageddon (2012) - Special Appearance
- Before The World Goes Boom (2012) - Himself
- Bloody Christmas (2012) - Pastor Paul
- Death on the D-List (2012) - Supervisor Melvin
- On The Count of 3 (2012) - Chief Williamson
- The Reverend Terry Rice - The Weak and the Wounded (2013) - Himself
- Let Your Fans Be Your Distributor! (2013) - Himself
- Occupy Cannes! (2013) - Himself
- Cinemassacre Interviews: The Lloyd Kaufman Interview with James Rolfe Episode (2013) - Himself
- Big Ass Spider! (2013) - Himself - Jogger
- Rewind This! (2013) - Himself
- The Mendition of the Quay: Not Me (2013) - Professor
- Mosquito-Man (2013) - Mr. Kopple
- Sheriff Tom vs. The Zombies (2013) - Mayor Rockland
- The Angry Video Game Nerd: The Toxic Crusaders Episode (2013) - Lloyd Kaufman
- Fantasm (2013) - Himself
- Mutantz, Nazis and Zombies (2013) - Smily Man (segment "Attack Of The Tromaggot")
- Return to Nuke 'Em High Volume 1 (2013) - Lee Harvey Herzkauf
- Life's Too Short (2013) - Doctor
- Lloyd Kaufman's Tiny Plastic Men Interview (2013) - Himself
- Tromatic Plastic Men (2013) - Himself
- Ninja Eliminator 3: Guardian of the Dragon Medallion (2013) - Uncle Lloyd
- Trashtastic (2013) - Lloyd
- Polypore (2013) - Mr. Kaufman
- Legend of the Red Reaper (2013) - Llord Lloyd
- Chasing Taste (2013) - John Paul
- Adjust Your Tracking (2013) - Himself
- House of Forbidden Secrets (2013) - Grandpa
- Bonus Content: The New York City Comic Con 2013: Extended Cut Episode (2013) - Himself
- Enter If You Dare: House on Creepy Lane Part 2 (2013) - Narrator
- Close Quarters: The Revelation Episode (2013) - Karl Rove
- LocoCycle (2013) - Gen. Maj. Serje Krutsnetsoff (voice)
- Trailers from Hell: Lloyd Kaufman on Terror Firmer (2013) - Himself - Narrator
- Tiny Plastic Men: The Eye of the Beholder Episode (2013) - Himself
- Mystery Squad Gals (2014) - Giraffe
- 1 Chance 2 Dance (2014) - Stage presentator
- Fat Man and Little Guy (2014) - Uncle Lloyd
- Nudes in the News: Show #287 (2014) - Himself
- Psychotic State (2014) - Himself
- Ten (2014) - Briggs Phelps (voice)
- Cheeseballs (2014) - Himself
- Apocalypse Kiss (2014) - The President
- Rock & Bowl the Making of Atom the Amazing Zombie Killer (2014) - Himself
- Return to Nuke 'Em High's Buffalo Dreams (2014) - Himself
- Survive (2014) - President of the United States
- Troma's Horror Penises (2014) - Himself
- Bloody Slumber Party (2014) - Johnny
- The Girl Who Played with the Dead (2014) - The Lord
- Starving Artist Beatdown (2014) - George Romano
- Science Team (2014) - Science Team Elder
- Guardians of the Galaxy (2014) - Prisoner, cameo
- Angry Video Game Nerd: The Movie (2014) - Himself
- Dinner with Lloyd (2014) - Himself
- Stick 10 Even More Swag: The United League of Stereotypes (2014) - Hoffman}
- Troma Horror Boobs (2014) - Himself
- Digging Up the Marrow (2014) - Himself
- Out of Print (2014) - Himself
- Ned Rifle (2014) - Zach
- VHS Forever? Psychotronic People (2014) - Himself
- Lloyd Kaufman Speaks with Guardians of the Galaxy's James Gunn! (2014) - Himself
- Shhhh (2014) - Jim the Landlord
- Queridos monstruos (2014) - Himself
- Xandermonium: Episode #1.4 (2014) - Himself
- Talk is Jericho: TIJ - EP86 - Eli Roth & Toxic Avenger creator Lloyd Kaufman (2014) - Himself - Guest Interviewee
- A Halloween Carol (2014) - Himself
- Chubbies (2014) - Ronald Regan
- The Biker Warrior Babe vs. The Zombie Babies from Hell (2014) - The Demon Ali'Cher'Kok
- Open Lines (2014) - Complaining Caller (voice)
- Dyke Hard (2014) - Dancer
- A Message from the Living Legend - Support Iron Sky the Coming Race (2014) - Himself
- Final Scene (2014) - Lloyd Kaufman
- Brütål Mürk (2014) - Gunther
- Honky Holocaust (2014) - Massacre Victim (voice)
- Wakers (2014) - Doctor Destructo (voice)
- Bikeman Begins (2014) - Himself
- The British Film Industry: Elitist, Deluded or Dormant? (2014) - Himself
- Nerd Love (2014) - Himself
- A Trip to Spektor Island: Behind-the-Scenes of TEN (2014) - Himself
- Rumble Con (2014) - Himself (Uncredited)
- The Ungovernable Force (2015) - Sal's Dad
- Troma's Buried Treasure (2015) - Himself
- Straight Outta Tompkins (2015) - Coach Shappy
- New Found Glory: One More Round (2015) - Lloyd Kaufman
- Høsten (2015) - Introduction
- My Bloody Banjo (2015) - Dr. Samuel Weil
- Vault of Terror II: The Undead (2015) - Walter Plinge (segment "The Fappening")
- The Last Apartment (2015) - Jerry
- Indie Film Hustle Show (2015) - Himself (2015)
- The Alex Leyba Show (2015) - Lloyd Kaufman
- Kabukiman's Cocktail Corner: The Paul Booth and Twelve a.m. Flowers Episode (2015) - Himself
- Creative Continuity: The Lloyd Kaufman and Bob Camp Episode (2015) - Lloyd Kaufman
- Kabukiman's Cocktail Corner: The Brian Quinn Episode (2015) - Himself
- Uncle Lloydie's Diary: The Hot Canadian Interpretive Dancing Episode (2015) - Himself
- Reelside: The Superheroes Episode (2015) - Himself
- Doomed: The Untold Story of Roger Corman's The Fantastic Four (2015) - Himself
- 42nd Street Memories: The Rise and Fall of America's Most Notorious Street (2015) - Himself - Producer - Director
- The Return of Dolphin Man (2015) - Himself
- Milfs vs. Zombies (2015) - Melvin Brooks
- Shooting the Warwicks (2015) - Diner Patron
- League of Superheroes (2015) - TV Anchor
- Average Superstar T.V.: Episode dated 16 August 2015 (2015) - Himself
- The Fappening (2015) - Walter Plinge[1]
- Ninja Eliminator 4: The French Connection (2015) - Mr. Lloyd
- Scream Machine (2015) - Introducer
- Behind the Scenes: The Pilot Episode (2015) - Himself
- Killer Rack (2015) - Dr. Foin
- Dolphinman vs Turkeyman (2015) - Lloyd Kaufman
- A Very Troma Christmas (2015) - Buddha, Abraham Lincoln
- Skeleton Crew: Emptying the Closet Episode (2015) - Dr. Cavillor
- B-Documentary (2015) - Himself
- Kabukiman's Non-denominational Holiday Extravaganza (2015) - Himself
- These Three Girls: Online Mating Episode (2015) - Ginger's Publisher
- Dark Prism (2015) - Vice President Cliff Kaufman
- How 2 Make a Film: Billon $ Weekend (2015) - Himself
- HG Chicken and the Chronological Order (2016) - Magus Green
- From Behind: The Making of My Bloody Banjo (2016) - Himself
- Uncle Lloydie's Diary: The Murr joins Return To Nuke 'Em High Episode (2016) - Himself
- Amityville: Vanishing Point (2016) - Elron Randall, an Intellectual
- Kabukiman vs Dracula (2016) - Van Helsing
- Troma's Monster Kill: The Flying Snake Attack Episode (2016) - Lloyd Kaufman
- Kabukiman's Cocktail Corner: Live at the Trocadero Theatre! (2016) - Himself
- Wrath of the Blood Angel (2016) - Vagrant
- My Uncle John is a Zombie! (2016) - Himself
- KABUKI-CON: Kabukiman's Cocktail Corner Special (2016) - Himself
- Green Denim: Howl at the Moon (2016) - Himself
- The Transfiguration (2016) - Hobo
- Diary of a Fatman (2016) - Steven Haart
- Días de cine: Episode dated 19 May 2016 (2016) - Himself - Interviewee
- Troma's Monster Kill: The Merminators from Space Episode (2016) - Narrator (voice)
- Dolphinman Battles the Sex Lobsters (2016) - Tromaville Citizen
- Cell (2016) - Bystander
- Troma's Monster Kill: The Night of the Infomercial Episode (2016) - Robber
- Quickies: The Lloyd Kaufman Episode (2016) - Himself
- VHS Massacre (2016) - Himself
- Grindsploitation (2016) - Dr. Wu (segment: "Hamburger! The Rapist?)
- Last Day of School (2016) - Himself
- Bigfoot Ate My Boyfriend (2016) - Lloyd Kaufman
- Sharknado 4: The 4th Awakens (2016) - Astro Tech Kaufman
- Mr Topps (2016) - Battery Bob the Chicken Man
- Zombageddon 2 (2016) - Special Appearance
- Alcoholist (2016) - Farmer
- Living Thru the Lens: The Shae and Bae Go Viral Episode (2016) - Dad
- Midnight Show (2016) - Adolph Hitler
- Peter Litvin: Zombie Movie (2016) - Lloyd Kaufman
- Spidarlings (2016) - Mr. Banner[2]
- Grindsploitation 2: The Lost Reels (2016) - Terrified man (segment: "UFO John vs. the Space Zombies")
- Midnight 2020 (2016) - The Doctor
- Green Jello Suxx Live (2016) - Himself
- Attack of the Killer Shrews! (2016) - Himself
- Chainsaw Maidens from Hell (2016) - Coach
- Troma's Monster Kill: The Wish Death Too! Episode (2017) - (credit only)
- Werewolf Bitches from Outer Space (2017) - The Mayor
- Troma Tour 5000 (2017) - Uncle Lloydie
- Return to Return to Nuke 'Em High Aka Vol. 2 (2017) - Lee Harvey Herzkauf
- VHS Lives: A Schlockumentary (2017) - Himself
- Groundhog (2017) - (special thanks)
- Another Yeti a Love Story: Life on the Streets (2017) - Publisher
- Penny Pinchers: The Kings of No-Budget Horror (2017) - Himself
- Kat Meoz: L.A. Don't Love You (2017) - JS
- Night of the Vampire (2017) - (thanks)
- Guardians of the Galaxy Vol. 2 (2017) - Killing Bad Guy (Uncredited)
- Graveyard Stories (2017) - The Host[3]
- Toy Geeks: Behind the Counter: Uncle Llodie's Mop Episode (2017) - Himself
- Victor Vran: Mötorhead Through The Ages (2017) - Himself - Bartender
- The Grindhouse Radio: GHR: Lloyd Kaufman of Troma Episode (2017) - Himself
- Kount Kracula's Review Showcase: Tony 'Tex Watt's Actor, Cartoonist, Filmmaker, Magazine Publisher's Stripper Girls Gone Crazy Magazine Debut Episode (2017) - Subject - Screenwriter
- Thugs vs. Dinosaurs (2017) - (additional thanks)
- Heart of Fartness: Troma's First VR Experience Starring the Toxic Avenger (2017) - Uncle Lloydie
- Death at a Barbecue (2017) - Lloyd
- ReAgitator: Revenge of the Parody (2017) - The Chief of Police
- F#Ck You Lloyd Kaufman: An Interview from Hell (2017) - Lloyd Kaufman
- Toy Geeks: Behind the Counter: The Road to Comi-Con Episode (2017) - Himself
- Tromasterpiece Theatre: The Battle of Love's Return (2017) - (special thanks)
- The Streets Run Red (2017) - Football Announcer (voice)
- John G. Avildsen: King of the Underdogs (2017) - Himself
- Crude (2017) - (credit only)
- Escaping The Dead (2017) - Sex tourist
- A Feast of Man (2017) - Wolf Sr.
- Slash Slashes with Guns and Hoe-ses! (2017) - Himself
- Death House (2017) - Dr. Chalice
- It Came from the Desert (2017) - (very special thanks)
- Litost (2017) - (special thanks)
- The Sick Sock Sing Along (2017)  - Himself
- Bonehill Road (2017) - (special thanks)
- Absolute Vow (2017) - Magician
- Ah! My Goddess: Bad Goddess The Anime Video Comic: The Keys of Marinus Serial (2017) - The First Doctor What (archive footage and audio only)
- Ah! My Goddess: Bad Goddess The Anime Video Comic: The Hot Off The Press & Where Did All the Aliens Go? Episode (2017) - The First Doctor What (archive footage and audio only)
- Sgt. Ka-Spooky-Man's Cray-Cray VR Halloween Extravaganza (2017) - Himself
- Grindsploitation 3: Video Nasty (2017) - Van Helsing (segment "Kabukiman vs Dracula")
- Toxic Schlock (2017) - Radio Announcer 1
- Dark Tales (2017) - (special thanks for the segment Life is Cheap)
- ASSSSCAT 3000: New York: The Lloyd Kaufman Episode (2017) - Himself - monologist
- Greetings from Tromaville (2017) - Himself - Co-Owner, Troma Team Films
- Toy Geeks: Behind the Counter: Finale at Designercon Episode (2017) - Himself
- Saturday Night Fever: The Ultimate Disco Movie (2017) - Himself
- The Special Without Brett Davis: A Warlords Christmas Episode (2017) - Himself
- Toxic Tutu (2017) - Himself
- Grindhouse Gut Munchers (2017) - Host Friend
- Into the Outbreak (2017) - Reporter
- Zombie Roller Derby Hunters (2017) - Lloyd Kaufman
- Art is an Industry (2017) - Himself
- Troma Now presents: A Stankmouth New Year's Eve Special (2018) - Himself
- Dead Love (2018) - Dealer
- Without Your Head: Special Needs Revolt & Best Films of 2017 Episode (2018) - Himself
- Kabukiman's Cocktail Corner: Loaded in Las Vegas (2018) - Himself
- Troma Now presents: Tromanda's Tromantic Transformation (2018) - (credit only)
- The Big Blind (2018) - Punching Bag - Police Chief
- Collider Heroes: Marvel's Phase 4 Is in Motion: Troma's Lloyd Kaufman Stops By Episode (2018) - Himself
- Troma Now presents: March Tromamania Madness (2018) - (credit only)
- Hunter's Horror Trailers: Troma Entertainment Episode (2018) - Troma God
- Comic Book Man: Troma-tized Episode (2018) - Himself
- Cosmic Awesome Puppets: The Space Cheese Episode (2018) - Guardian of the Space Cheese
- FilmYAP: Episode #1.13 (2018) - Himself
- Expecting (2018) - Floyd Dinkenhouser
- More Blood! (2018) - Himself
- Grindsploitation 4: Meltsploitation (2018) - Presenter 2
- Festival to Fascism: Cannes 2017 (2018) - Himself
- The Litch (2018) - Uncle Lloyd
- The Killer's Requiem (2018) - Detective Adam Strominger
- The Next Kill (2018) - Big Lloyd T.
- The Monkey's Paw (2018) - Mac Garner (voice)
- Troma Presents: Spidarlings Behind The Scenes (2018) - Himself
- Lala's Love Lessons (2018) - Thelma's Dad
- Hell (2018) - Frankenstein
- Ah! My Goddess: Bad Goddess The Anime Video Comic: The Mad Doctor Serial: Tardis 54, Where Are You? Episode (2018) - (special thanks)
- Movies of the Future with Lloyd Kaufman (2018) - Himself
- Survival of the Film Freaks (2018) - Himself
- Mutant Blast (2018) - Zombie
- Strange Nature (2018) - Fisherman
- Grindsploitation 666 (2018) - Presenter
- Hannya Girl (2018) - (credit only)
- The Radioactive Chicken Heads: Cluck at the Moon (2018) - Alley Man
- One Must Fall (2018) - Forensics #1
- The Smell of Fear (2018) - YouTube Sensation
- Drive-In Grindhouse (2018) - Punching Bag / Police Chief (segment: The Big Blind)
- Talk is Jericho: The Lloyd Kaufman & Troma Returns To Return Episode (2018) - Himself - Guest Interviewee
- Vampire Hooker Hotel (2018) - (credit only)
- The Story of a Blacklisted Bootlegger (2018) - (Remerciements spéciaux pour les 35 épisodes de la série)
- Nick & Ophelia (2018) - Uncle Lloyd
- Nosferatu's Secret Love Child (2018) - Uncle Lloyd
- Iron Lamb - Apocalypse Express (2018) - Bengtson (voice)
- The Toxic Avenger: The Musical (2018) - (credit only)
- B-Documentary Part Two (2018) - Himself
- Iron Sky: The Coming Race (2019) - cameo
- Daisy Derkins vs. The Bloodthirsty Beast of Barren Pines! (2019) - Wingate Van Cleef
- Scoundrels: The Blood of the New and Everlasting Episode (2019) - Krum
- Z-GOAT: First Bleat (2019) - (special thanks)
- Suburban Legends: Life on Rainbow Road (2019) - Police Chief Kaufman
- Moi, Rodrigo: l'ange de la mort (2019) - Himself
- Let's Kill Uncle Eddie (2019) - Himself
- Murderballs (2019) - Don Lloyd
- Hitbox: The Climax Episode (2019) - Rondo
- Meltozoid-The Remake (2019) - Doctor Baker
- After School Lunch Special (2019) - Mitch the Worm
- The Life and Times of Gloria Swizzle (2019) - San Diego Bob
- Another Cinema Snob Movie (2019) - Stanley Golightly
- Trailers from Hell: Lloyd Kaufman on Poultrygeist (2019) - Himself - Narrator
- Trailers from Hell: Lloyd Kaufman on Squeeze Play (2019) - Himself - Narrator
- Trailers from Hell: Lloyd Kaufman on The Toxic Avenger (2019) - Himself - Narrator
- Trailers from Hell: Lloyd Kaufman on Tromeo and Juliet (2019) - Himself - Narrator
- Fantastico Disasterpiece Theatre: Episode #1.1 (2019) - Himself
- The Movies That Made Me: The Lloyd Kaufman Episode (2019) - Himself
- Clownado (2019) - (dedicatee - special thanks)
- Cool as Hell 2 (2019) - Uncle Lloyd
- VHS Nasty (2019) - Himself - Film Director (voice)
- WetWorks (2019) - (special thanks)
- In Search of Darkness (2019) - Himself - The Toxic Avenger, Class of Nuke 'Em High
- Direct to Video: Straight to Video Horror of the 90s (2019) - Himself - Troma Entertainment
- Troma Presents: Mulligan's Monsters: The Minnow Episode (2019) - Man in suit #2
- Mr White Face (2019) - TroMentor & Tormentor
- iStab (2019) - TroMentor & Tormentor
- Black Dog (2019) - TroMentor & Tormentor
- 2 Girls 1 Cup (2019) - Himself
- The Freakin' Awesome Podcast: Our Tromatic Experience with Lloyd Kaufman Episode (2019) - Himself
- The Black Spot (2019) - High Commander Kaufman
- Future Punks (2019) - Lloyd Kaufman
- Tromasterpiece Theatre: Poultrygeist (2020) - (special thanks)
- VHS Massacre Too (2020) - Himself
- I Scream on the Beach! (2020) - Dr. Lloyd
- Post Mortem with Mick Garris: The Lloyd Kaufman Episode (2020) - Himself - Guest
- Kaufmania! (2020) - Himself
- Woman from Mars (2020) - Himself - Interviewee
- Blood Stab (2020) - Introduction Voice Over
- Revenge of the Gweilo (2020) - (credit only)
- I Need You Dead! (2020) - Aaron A. Applebee
- Easter Bunny Bloodbath 2: No More Tears (2020) - Lloyd Kaufman
- The Bathtub (2020) - Himself
- Troma presents: Mulligan's Monsters: The Incel Episode (2020) - (very special thanks)
- Kevin Walter's Tower Rats (2020) - The Wall
- Cursed Films: The Twilight Zone: The Movie Episode (2020) - Himself
- Kirk Squad: The Delegate Episode (2020) - Computer (voice)
- Schlock Shock Radio: The Rabid Baby Episode (2020) - Narrator (voice)
- Schlock Shock Radio: Paleface Episode (2020) - Narrator (voice)
- The Last Drive-In with Joe Bob Briggs: Troma's War Episode (2020) - Himself
- The Movies That Made Me: Pandemic Parade 8: A New Hope Episode (2020) - Himself - Guest
- Faces of the Dead (2020) - Himself - Co-Founder of Troma Entertainment
- Clapboard Jungle: Surviving the Independent Film Business (2020) - Himself
- 40 Years of Rocky: The Birth of a Classic (2020) - (special thanks)
- Without Your Head: B-Documentary Q&A with Nick Charles and Lloyd Kaufman Episode (2020) - Himself
- Without Your Head: B-Documentary 2 Q&A (2020) - Himself
- Comic Book Junkies (2020) - Toby
- The Last Blockbuster (2020) - Himself - President of Troma Entertainment (aka Super Easy Going Guy)
- Treble and Tempo (2020) - Himself
- Celebrity Home Tours (2020) - Lloyd Kaufman
- Shakespeare's Sh*tstorm (2020) - Prospero/Antoinette Duke
- Troma: Fighting for the Underdog (2020) - Himself
- Blood Cove 2: Return of the Skull (2020) - Mayor Richards
- Without Your Head: Shakespeare's Shitstorm cast and crew interview Episode (2020) - Himself
- The Literary License Podcast: Nature vs. Man: The Lloyd Kaufman Interview Episode (2020) - Himself - Interviewee
- This Night's End (2020) - (credit only)
- Hexen Arcane: The Creeping Terror Episode (2020) - Himself
- Toilet Horror (2020) - Lloyd Kaufman
- Hellitosis: The Legend of Stankmouth (2020) - Jeremiah
- The Jersey's Devil Reject (2020) - Himself
- Horror Talk with Kristin West: The Holiday Horrors with Horror Icon Lloyd Kaufman Episode (2020) - Himself - Guest
- Livin' Cruddy with Cruddy Joe: The Lloyd Kaufman Episode (2020) - Himself
- The Spectre (2020) - TroMentor & Tormentor
- Gaslight (2020) - TroMentor & Tormentor
- Exodus (2020) - TroMentor & Tormentor
- MacLeod: There Can Only Be One (2021) - Himself
- Grindsploitation 9 (2021) - Lloyd Kaufman
- Sanguisugabogg - Menstrual Envy (2021) - (credit only)
- Joel D. Wynkoop's the Craiglon Incident (2021) - Harry Scrotum
- Slashening: The Final Beginning (2021) - Master Dyson
- A Little More Flesh II (2021) - Lloyd Kaufman
- Amityville Hex (2021) - Hex Reader
- The Scarlet Agency (2021) - General Cushing
- Comic-Con Begins (2021) - Himself
- Kirk Squad: The Exchange Episode (2021) - Computer (voice)
- The Suicide Squad (2021) - Dancing man in bar (Uncredited cameo)
- Wombat & Goose Present Outta the Can: Episode #1.24 (2021) - YouTube Sensation
- Death Breed (2021) - Lloyd Kaufman
- 18½ (2021) - Jeffries
- Hot Chicks Blast Uranus (2021) - Chet Brockwell
- Slutty the Clown (2021) - Professor Felatio
- Carnal Monsters (2021) - Professor Felatio
- Divide & Conquer (2021) - The Trash King (voice)
- TROMA NOW: Your Streaming Destination for Cult Cinema (2022) - Lloyd Kaufman
- Brain Burrow: Digging Deep into Psychology and Horror: Fortune Smiles Episode (2022) - Lloyd Kaufman - Guest
- The Successful Screenwriter Show: The Lloyd Kaufman and Troma Films Episode (2022) - Himself - Guest
- After School Lunch Special 2: Sloppy Seconds (2022) - Mitch, Mayor Bloom
- Toxie Vs Putin (2022) - Narrator (Uncredited)
- Catnado (2022) - (credit only)
- Monsters Madness and Magic: Terror in Tromaville - An Interview with Lloyd Kaufman Episode (2022) - Lloyd Kaufman
- Cinemassacre Video: Talking Troma with Lloyd Kaufman Episode (2022) - Lloyd Kaufman
- Film Threat: A Conversation with The Great Lloyd Kaufman Episode (2022) - Lloyd Kaufman
- Innards Part 1 (2022) - Lloyd Kaufman
- The Indie Escape Network: Director, Producer & Actor Lloyd Kaufman Joins The Indie Escape Presents: Cymbalistic Cynicism Episode (2022) - Himself
- Nightmare on Film Street: Nightmare Alley: Troma's Lloyd Kaufman Talks (2022) - Lloyd Kaufman - Guest
- Attack of the Killer Chickens: The Movie (2022) - Lloyd Kaufman chicken killer
- Plant Story (2022) - (credit only)
- Psychic Vampire (2022) - Grocery Store Manager
- When Films Go Horribly Wrong (2022) - Lloyd Kaufman
- The Young and the Lunchless (2022) - (credit only)
- Grindsploitation 10: Milkin' It (2022) - YouTube Sensation (segment: "The Smell of Fear")
- Toxie Goes to the Drive-In (2022) - Narrator (Uncredited)
- The Secret of Cuck Island (2022) - The Billionaire
- Alex, Stop (2022) - (credit only)
- Fantastico Disasterpiece Theatre: The Rec Center Episode (2022) - Lloyd Kaufman
- Ouija Shark 2 (2022) - Lord Kauff
- Eating Miss Campbell (2022) - Dr. Samuel Weil
- The Once and Future Smash (2022) - Lloyd Kaufman
- Powertool Cheerleaders vs The Boyband of the Screeching Dead (2022) - Mr. Shouty (rumored)
- Guil-tea (2022) - China Cat (voice)
- Mom n' Pop: The Indie Video Store Boom of the 80s/90s (2022) - Lloyd Kaufman
- Lloyd-K (2022) - Lloyd Kaufman
- Ribspreader (2022) - Mayor Walker
- Hexen Arcana: The Nightmare Castle Episode (2022) - Himself - Guest
- Bonehead Weekly: Ep. 253 Lloyd Kaufman Live From The Scarefest 2022 (2022) - Himself - Guest Interviewee
- The Barn Part II (2022) - Town Mayor
- In Search of Darkness: Part III (2022) - Lloyd Kaufman - Interviewee
- OGOPOGO: The Mythical Snake from the Lake (2022) - Lloyd Kaufman
- La Vendicatrici Tossiche (2022) - Professor Felatio
- Robotica Destructiva (2023) - Ploot Tellbot
- Tromasploitation (2023) - (credit only)
- Enter the Drag Dragon (2023) - The Foreman
- Horror Ramblings: Greetings from Tromaville Episode (2023) - Lloyd Kaufman - Guest
- Valentine Bluffs (2023) - Mayor Thomas Otterman
- Mantid (2023) - Wally Preston
- The Knife Thrower (2023) - (credit only)
- Dear Uncle Lloydie! (2023) - Lloyd Kaufman
- Bloodfest the Podcast: Lloyd Kaufman and the Truth About Airports Episode (2023) - Lloyd Kaufman
- Guardians of the Galaxy Vol. 3 (2023) - Gridlemop (voice, cameo)[4]
- Swamp Woman (2023) - Newscaster Kaufman
- Kill Dolly Kill (2023) - Doctor
- Prends ta bible et tire-toi (2023) - Président de la République
- Coral King (2023) - The Coral King
- The Nightgown (2023) - (credit only)
- Modern Arcana (2023) - Third Party Content Creator
- The Toxic Avenger (2023) - (credit only)
- Kill or be Killed (2023) - (credit only)
- Curse of the Weredeer (2023) - Governor
- Freaks Come Out at the Drive-In (2023) - Lloyd Kaufman
- Slumber Party Slaughter Party 2 (2023) - Mr. Corman
- Vistors - Complete Edition (2023) - Lloyd Kaufman
- Carnal Mayhem (2023) - Professor Felatio
- Fantastico Disasterpiece Theatre: Wheel of Misfortune Episode (2024) - Game Show Announcer
- The Scarlet Fry Collection (2024) - Long lost friend
- Hotel Underground (2024) - (special thanks)
- Troma Presents Poultrygeist (2024) - Himself
- Blood, Guts and Sunshine 2: The History of Horror Made in Florida (2024) - Lloyd Kaufman
- Fantastico Disasterpiece Theatre: It Had To Be Snakes Episode (2024) - Lloyd Kaufman
- Creators from Above (2024) - Floyd Faufman
- The Russian at Christmas (2024) - Mr. Winters
- A Most Atrocious Thing (2024) - Vinny Sr.
- Spirit Riser (2024) - Knower
- Covid 18½: The Making of a Film in a Global Pandemic (2024) - Himself
- Shark Exorcist 2: Unholy Waters (2024) - (executive producer)
- The Last Drive-In with Joe Bob Briggs: The Toxic Avenger Episode (2024) - Himself
- A Game in the Woods (2024) - Sexy Spaceman From The Future
- Mr. Blue Shirt: The Inspiration (2024) - Lucifer
- Toxie vs the Puppeter (2024) - Himself
- Air Fryer Slaughter (2024) - News Reporter Floyd
- Binge! (2024) - (special thanks)
- American Expendables (2024) - Himself
- Die, Daisy Die! (2024) - Himself
- Fantastico Disasterpiece Theatre: The Malign Comedy Episode (2024) - Himself
- Special Needs Revolt! (2024) - Himself
- Coffintooth (2024) - Uncle Lloydula
- Vampire Zombies... From Space (2024) - Public Masturbator
- Hishkenstien: After Dark (2024) - RaMOONez
- Brown is the Warmest Color (2024) - Himself
- Pool Toy Shark Frenzy (2024) - Pool Toy Shark (voice)
- Tie Die (2024) - Park Ranger Jones
- Tromalesque A Tribute to 50 Years of Troma (2024) - (executive producer)
- Dinner with Leatherface (2024) - (very special thanks)
- Toxic Crusaders: The Series Introduction (2024) - Himself
- The Blood of Saltville (2024) - Floyd Kaufman
- Killer Kabbage (2024) - Catholic Clown Girl #1
- Silent Night. Bloody Night 3: Descent (2024) - Isaac Cole
- Troma-Thon 24: 50 Years of Troma Celebration (2024) - Himself
- Christmas Slasher (2024) - The News Anchor
- Bring on the Damned! (2024) - Narrator, The Mad Monk
- Beef Creek (2024) - Mr. Petrulo (voice)
- Family Property 2: More Blood (2025) - Mayor Kaufman
- 2024 Lloyd Kaufman Interview (Sgt. Kabukiman, N.Y.P.D) (2025) - Himself - Interviewee
- Pizza Guy 8 (2025) - The Mayor
- Sweet Meats World Premiere Teaser (2025) - Himself
- Stoner Snakes 2: Sssssssssstoned Again (2025) - Sammy the Snake (voice)
- Nightmares Unleashed (2025) - Floyd Faufman
- Bowling Alley of Death (2025) - Perfect 300 Bowler
- Killer in the Woods (2025) - (special thanks)
- Video Dreams: A VHS Massacre Story (2025) - Himself
- Rise of the Super Tromettes (2025) - (producer)
- Mr. Melvin (2025) - (producer)
- Blood Curse: The Haunting of Alicia Stone (2025) - Lloyd Williams
- Classic Hollywood Cinemas (2025) - Himself
- Hello My Name is Gacy (2025) - Papa Gacy
- The Gesuidouz (2025)
- Human Hibachi 3: The Last Supper (2025) - Uncle Lloyd[5]
- Behind the Curse: The Making of Blood Curse (2025) - Himself
- Tromatized: The Complete History of the Toxic Crusaders (2025) - Himself
- Blood Curse II: Asmodeus Rises (TBA) - Lloyd Williams
- Diary of a Fatman 2 (TBA) - Steven Haart
- McGregor's Medal (TBA) - Lloyd the Drunk
- Punk Rock Holocaust 3 (TBA) - Exec Belial
- Joel D. Wynkoop's Beast Mode (TBA) - Patrick Norton
- The Killing Game! (TBA) - Mr. Marsh
- Alastor (TBA) - Dr. Well
- I Filmed Your Death (TBA) - Sterling Wilbois
- Sweet Meats (TBA) - Lloyd Duckwood
- The Day of the Ghouls from Outer Space! (TBA) - Lloyd Lugosi
- Bread by Dawn (TBA) - Mayor Kaufman of Tromaville
- Strange Toys (TBA) - Dr. Kaufman
- The Witches of the Sands (TBA) - Producer of Distinguished Horror Films and Cleaner
- Nathaniel Hawthorne's The Blithedale Romance (TBA) - Horace
- Baltigore (TBA) - Old Drunk
- Deviant (TBA) - Computer
- Skatecop (TBA) - Newscaster (Tromanews)
- Slaughter at Camp Swine Lake (TBA) - Samuel Weil
- Bampire (TBA) - Announcer
- Nightmares Unleashed 2: Joseph's Revenge (TBA) - Floyd Faufman
- Buggers (TBA) - Dr. Stanley Swinney
- Grand Finale: A New York Odyssey (TBA)
- Killer Cocks (TBA)
- Power of Positive Murder (TBA)
- Next (TBA) - Producer
- Handsome Actor (TBA) - Stink (voice)
- Our Man Funk (TBA) - Sea shop owner
- Lunch with Archer King (TBA) - Himself
- How to Sell a Film (TBA) - Himself
- Dear Doris (TBA) - Himself
- Occupy Cannes! (TBA) - Himself
- Bach from the Dead (TBA) - Himself
- Curse of the Ghost Writer (TBA) - Himself
- Nickel City Tinseltown: The History of Buffalo, NY Filmmaking (TBA) - Himself
- Everything, by Everyone (TBA) - Himself
- Masters of the Grind (TBA) - Himself
- Toxie Found! (TBA) - Himself
- Hooves of Darkness: A Filmmaker's Aporkalypse or (The Unexpected Virtue of Pignorance) a.k.a the Making of Camp Swinelake (TBA) - Himself
- Untitled Radioactive Chicken Heads Documentary (TBA) - Himself
- You Can Take It or Leave It (TBA) - (grateful acknowledgement)
- Scream Creek (TBA) - (special thanks)
- Mosquitoid (TBA) - (special thanks)
- Amityville Aliens (TBA) - (the producers wish to thank)
- Voices Lost (TBA) - (the producers wish to thank)
- CaterKillar (TBA) - (producer)
- Poultrygeist 2: The Henpire Strikes Back (TBA) - (executive producer)
- Biotechnicality (TBA)
- Border State (TBA)
- Fringes (TBA)
- New You (TBA)